# Lyda Lubienė
Lyda Lubienė (geb. Fiodorovaitė; * 1957 in Jonava) ist eine litauische Unternehmerin und Chemieingenieurin russischer Herkunft. Sie ist Großaktionärin des litauischen Konzerns Achemos grupė. Lubienė ist die reichste Frau in Litauen und gilt mit einem geschätzten Vermögen von 470 Millionen Euro als  drittreichste Person in Litauen (2017).

## Leben
Lyda Fiodorovaitė war die jüngste in einer Altorthodoxen-Familie mit einem Sohn und fünf Töchtern. Sie absolvierte das Abitur an der damaligen russischen 4. Mittelschule Jonava (jetzt „Santarvės“-Abteilung der Neries-Hauptschule Jonava in der Altstadt Jonava), wo sie aktiv als Komsomol-Sekretärin war. 1981 absolvierte Lyda das Diplomstudium der Chemietechnologie an der Fakultät für Chemie am Politechnik-Institut in Kaunas und wurde Chemieingenieurin. Ab 1981 arbeitete sie im sowjetlitauischen Chemiewerk „Azotas“. Dort wurde Schichtleiterin und danach Pult-Dispatcherin der Zentralsteuerung. Sie lernte dort ihren Chef, den damaligen Chefingenieur Bronislovas Lubys (1938–2011), kennen. Eine nähere Bekanntschaft mit dem damals geschiedenen Chef entstand nach einem ökologischen Unfall 1989.
1992 heirateten Fiodorovaitė und Lubys, damaliger Premierminister Litauens. Sie bekamen die Tochter Viktorija Lubytė (* 1998). Sie hat 11,63 % Aktien des Konzerns (geschätzt etwa 115 Mio. Euro; 2017). 
Nach Lubys' Tod erbten beide mit Jūratė Žadeikienė, Lubys-Tochter aus der ersten Ehe, große Anteile des Konzerns. 2012 wurde ihr und das Vermögen ihrer Tochter mit 465 Mio. Litas (oder 134 Mio. Euro) geschätzt.

## Zigaretten-Skandal
Am 8. Januar 2013 wurde Lydia Lubienė mit Zigaretten ohne Banderolen (Flug aus der Schweiz) im  Flughafen Vilnius vom Zollamt angehalten. Es stellte sich heraus, dass die Frau in ihrem Gepäck 760 Stück (38 Packungen) von Zigaretten Kent  ohne Banderolen transportierte. Darüber hinaus verwickelte sich Lubienė in einen Streit mit den Zöllnern und drohte ihnen sogar ("Sie komme morgen mit Journalisten und ihnen werde schlecht sein"). Lubienė bekam eine Geldstrafe  von 3000 Litas (≈870 €) wegen Verstoßes (Ordnungswidrigkeit).